# Gustaf Sobin
Gustaf Sobin (1935-2005) est un poète et écrivain d'origine américaine, ayant principalement vécu en France. 

## Biographie
Originaire de Boston, Sobin suit des études à la Choate School de l'université Brown dont il sort diplômé en 1957, puis, part à Cuba rencontrer Ernest Hemingway ; à partir de 1962, il vient vivre à Paris. Par la suite, il s'installe dans le village de Goult, en Provence, où il demeure pendant quarante ans, publiant une douzaine de recueils de poésie, quatre romans, des essais et un livre pour enfant.
Très intégré dans le massif du Luberon, il rencontre dans les années 1960 le poète René Char. Il traduit en anglais des poèmes de Henri Michaux puis des poèmes de Char. 
Sa propre production poétique commence en 1964 : c'est l'éditeur Pierre-André Benoit qui publie son premier ouvrage. Il entame un carrière de romancier en 1991. La plupart de ses écrits poétiques sont publiés par New Directions.
Marié en 1968 à Susannah Bott, le couple a deux enfants nés en France : Esther et Gabriel, lequel est sculpteur,.
Gustaf Sobin meurt à l'âge de 69 ans, des suites d'un cancer du pancréas,,.

## Œuvre en français
- Ascension, ill. de Pierre-André Benoit, éd. P. A. B., 1964.
- Fruit de glace : roman, tr. par Jean-François Chaix, éd. de L'Aube, 2002.
- Sous les paupières d'une étoile, tr. par Anne Berton, Éd. Autrement, 2005.
- Débris lumineux, tr. par Elizabeth Deshays et Michel Roure, Le Pommier, 2023.